# Alopochen aegyptiaca
L'oca egiziana (Alopochen aegyptiaca Linnaeus, 1764) è un uccello facente parte della famiglia Anatidae, originaria dell'Africa subsahariana e della Valle del Nilo.
Le oche egiziane erano considerate sacre dagli antichi Egizi e apparivano in gran parte delle loro opere d'arte. A causa della loro popolarità, principalmente come uccelli ornamentali, alcuni esemplari fuggiti da zoo o da collezioni private si sono rinselvatichiti stabilendo popolazione selvatiche stabili nell'Europa occidentale, negli Stati Uniti e in Nuova Zelanda.

## Descrizione

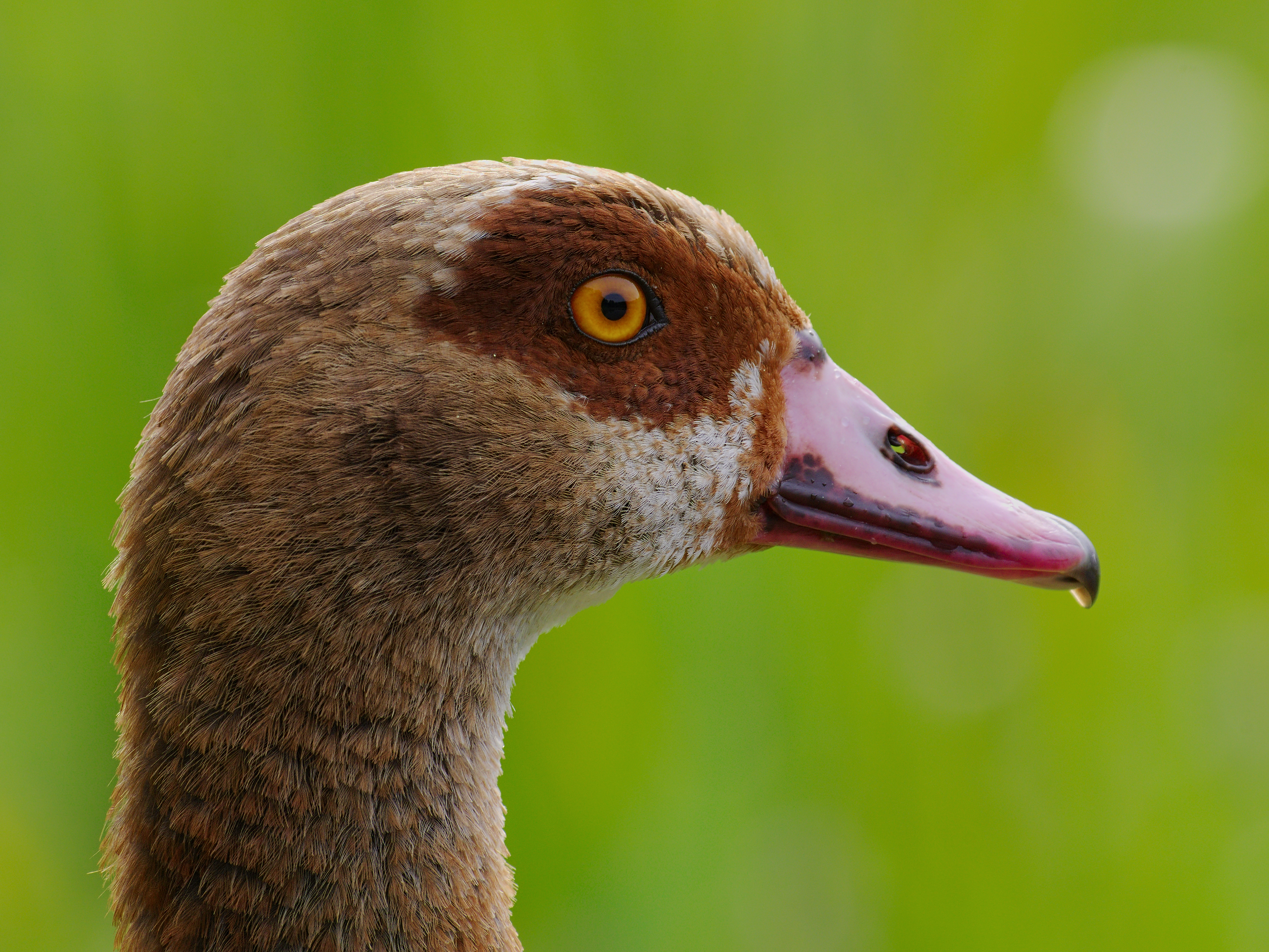
Primo piano della testa, nel Waldsee, Germania

Nonostante sia a tutti gli effetti un'anatra, la propensione alla vita terrestre e le proporzioni simili a quelle di un'oca hanno dato all'uccello il suo nome comune. Presenta una lunghezza di 63-73 centimetri (25-29 pollici), un'apertura alare di 134-154 centimetri (52,8-60,6 pollici), per un peso di 1,1-1,4 kg (2,4-3 libbre).
Questa specie non presenta un evidente dimorfismo sessuale, sebbene in media i maschi siano leggermente più grandi. All'interno delle due popolazioni principali, caratterizzate da un piumaggio di base rispettivamente grigio e camoscio-rossiccio, gli adulti possono presentare variazioni individuali. La caratterizzazione è però data dal capo: la zona perioculare e l'attaccatura del becco sono marrone scuro, la parte superiore bruna, il sottogola e il collo invece bianco-grigio. Sul petto è visibile una macchia di colore bruno, sia negli individui dalla colorazione grigia sia negli individui dalla colorazione marroncina. Le ali sono bruno scuro con evidenti bande verdi e bianche, che si notano moltissimo quando l'animale è in volo o allarga le ali in segno di minaccia. Le zampe e il becco sono rosati, mentre gli occhi sono arancioni. I giovani sono simili agli adulti ma hanno colori meno marcati, e il capo è completamente camoscio-bruno senza tracce di bianco; sul petto manca la macchia bruna e le zampe e il becco sono di color bruno-grigio.
I versi e le vocalizzazioni differiscono tra i sessi: il maschio emette uno starnazzo rauco e sommesso, emesso raramente a meno che non sia eccitato o aggressivo. I maschi attraggono la loro compagna con rituali di corteggiamento elaborati e rumorosi che includono un forte starnazzo, l'allungamento del collo verso il cielo e l'esibizione delle piume delle ali. Le femmine emettono uno starnazzo molto più rumoroso e rauco, che emette molto più spesso, specie al minimo segno di pericolo per la prole.

## Distribuzione e habitat

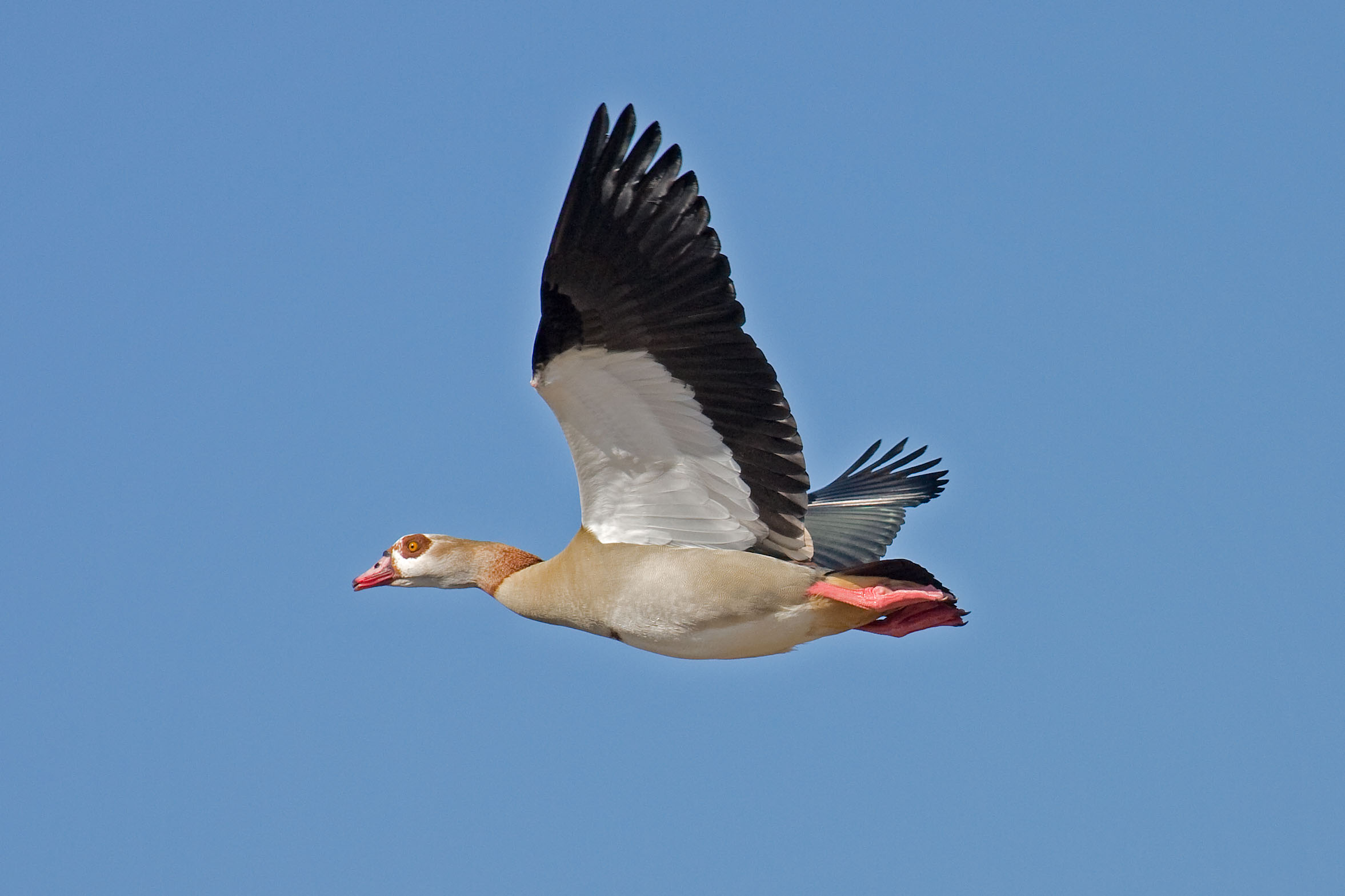
In volo

Questa specie presenta un vasto areale riproducendosi ampiamente in Africa, tranne che nei deserti e nelle fitte foreste, trovandosi principalmente nella Valle del Nilo e nell'Africa subsahariana. Pur non riproducendosi in alcune aree, talvolta la specie estende il suo areale effettuando migrazioni più lunghe verso nord nelle regioni aride del Sahel. Sugli altopiani etiopi sono presenti alcuni gruppi che vivono a un'altitudine di 4 000 metri. L'oca egiziana si è diffusa anche ben oltre il suo areale africano, con popolazioni selvatiche autosufficienti in Gran Bretagna, Danimarca, Paesi Bassi, Belgio, Francia, Germania e Italia, probabilmente generate da esemplari fuggiti da zoo e collezioni private. Alcune popolazioni rinselvatichitesi si sono stabilite anche oltre oceano, come in Texas, Florida, California e Nuova Zelanda.
La popolazione naturalizzata britannica risale al XVIII secolo, sebbene sia stata aggiunta formalmente alla lista delle specie britanniche solo nel 1971. In Gran Bretagna, si trova principalmente nell'Anglia orientale, dove si riproduce in siti con acque libere, erba corta e luoghi di nidificazione adatti (isole, tane negli alberi secolari o tra i germogli lungo le rive di fiumi e laghi). Durante l'inverno le colonie si disperdono all'interno delle valli fluviali dove si nutrono di erba e cereali. Nel Regno Unito, nel 2009, è stata ufficialmente dichiarata una specie non-autoctona. Di conseguenza, le oche egiziane in Gran Bretagna possono essere uccise senza un permesso speciale se causano problemi all'ecosistema locale.

## Tassonomia
Si ritiene che l'oca egiziana sia più strettamente imparentata con le casarche (genere Tadorna) e i loro parenti, ed è collocata con loro all'interno della sottofamiglia Tadorninae. È l'unico membro esistente del genere Alopochen, che contiene anche specie strettamente correlate estintesi recentemente. I dati sulla sequenza del citocromo b del mtDNA suggeriscono che le relazioni tassonomiche di Alopochen con Tadorna necessitano di ulteriori studi.
Il nome generico, Alopochen, viene dal greco ἀλώπηξ/alōpēx ossia "volpe", e χήν/chēn ossia "oca", in riferimento al colore rossastro del dorso. Il nome della specie, aegyptius, deriva dal latino Aegyptius ovvero "egiziano".

## Biologia

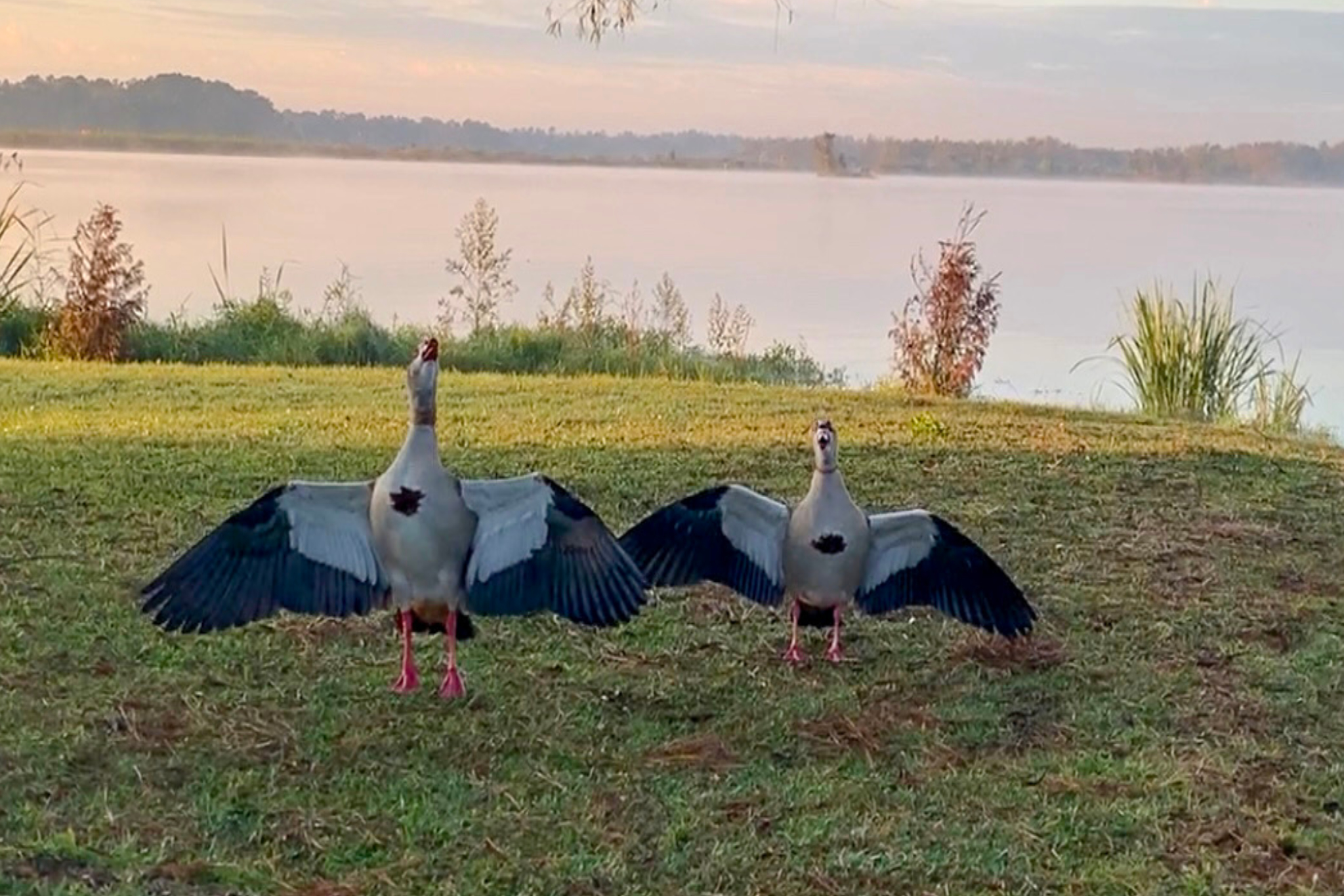
Una coppia in atteggiamento aggressivo al Lake Houston, Texas

Questa è una specie in gran parte terrestre, appollaiandosi facilmente anche su alberi ed edifici.

### Alimentazione
Le oche egiziane sono una specie onnivora e frugale che, tipicamente, si nutre di semi, foglie, erbe e germogli, anche se possono integrare la loro dieta anche con insetti, vermi e altri piccoli animali. Fino a quando gli anatroccoli non hanno poche settimane e sono abbastanza forti per nutrirsi d'erba e pascolare con i genitori, si nutrono in gran parte di piccoli invertebrati acquatici, in particolare di plancton d'acqua dolce. Di conseguenza, se le condizioni anossiche portano alla produzione di tossine botuliniche, che vengono trasmesse lungo la catena alimentare attraverso vermi e larve di insetti insensibili alla tossina, intere covate che si nutrono di tali prede possono morire intossicate, sebbene gli adulti, che non si nutrono di tali organismi in misura significativa, generalmente rimangono illesi.

### Riproduzione

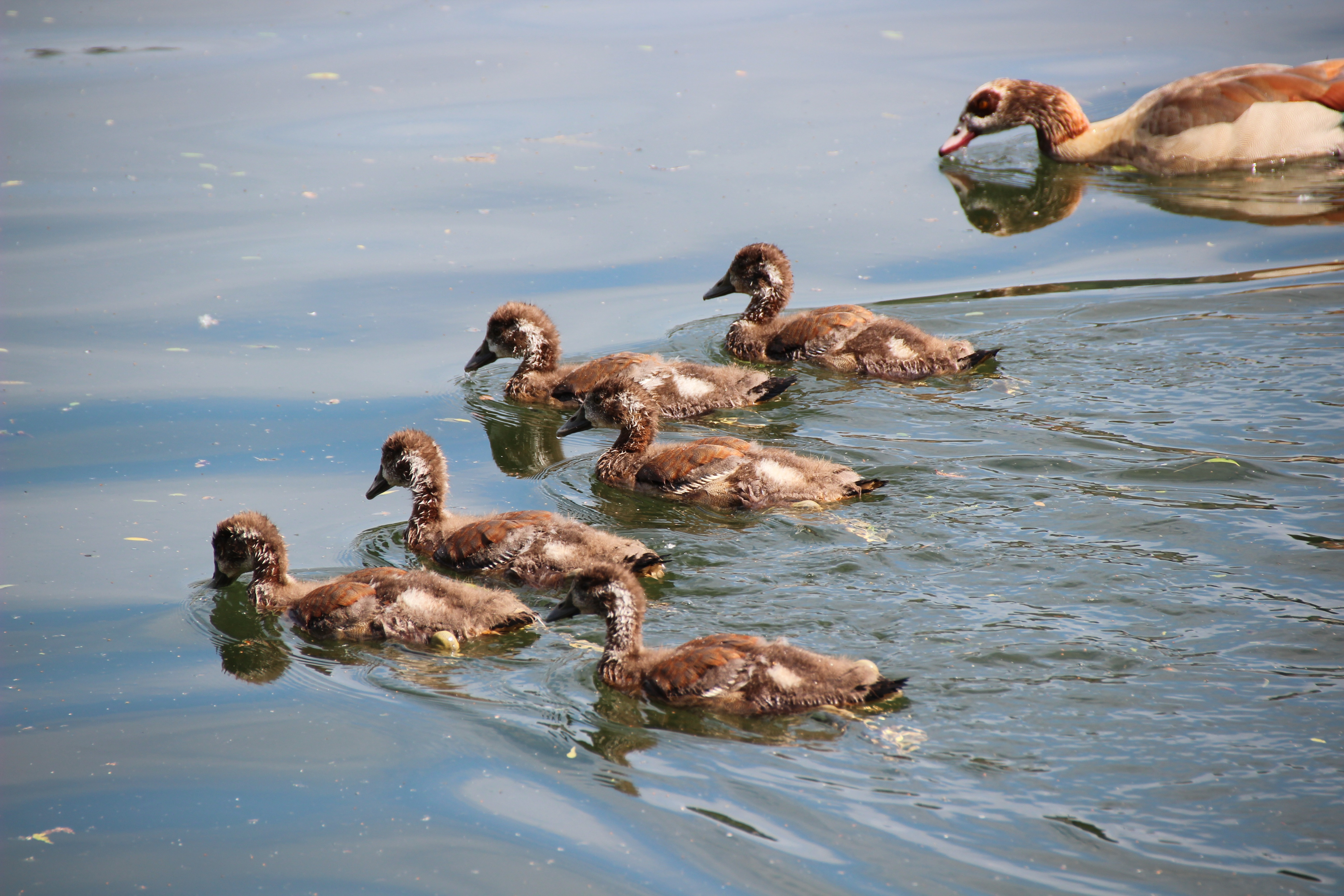
Adulto con i suoi anatroccoli

Entrambi i sessi sono estremamente aggressivi e territoriali nei confronti della propria specie quando si riproducono e spesso inseguono gli intrusi in aria, attaccandoli in veri e propri "combattimenti aerei". Sono state osservate anche delle coppie attaccare anche oggetti aerei, come droni, che entrano nel loro territorio. Le coppie vicine possono persino uccidere la prole di un'altra coppia per garantire la sopravvivenza dei propri pulcini e avere più risorse per sfamarli.
Questa specie nidifica in una gran varietà di ambienti, specialmente in tane in alberi secolari dei parchi. La femmina costruisce un nido di canne, foglie ed erba, ed entrambi i genitori coveranno a turno, per circa trentatré giorni, dalle quattro alle otto uova. Le oche egiziane, solitamente, sono monogame accoppiandosi con un singolo partner per tutta la vita. Sia il maschio sia la femmina si prendono cura della prole fino a quando non sono abbastanza grandi da prendersi cura di sé stessi. Tale assistenza genitoriale, tuttavia, non include il portare il cibo agli anatroccoli che, essendo precoci, si procurano il cibo da soli.

## Galleria d'immagini

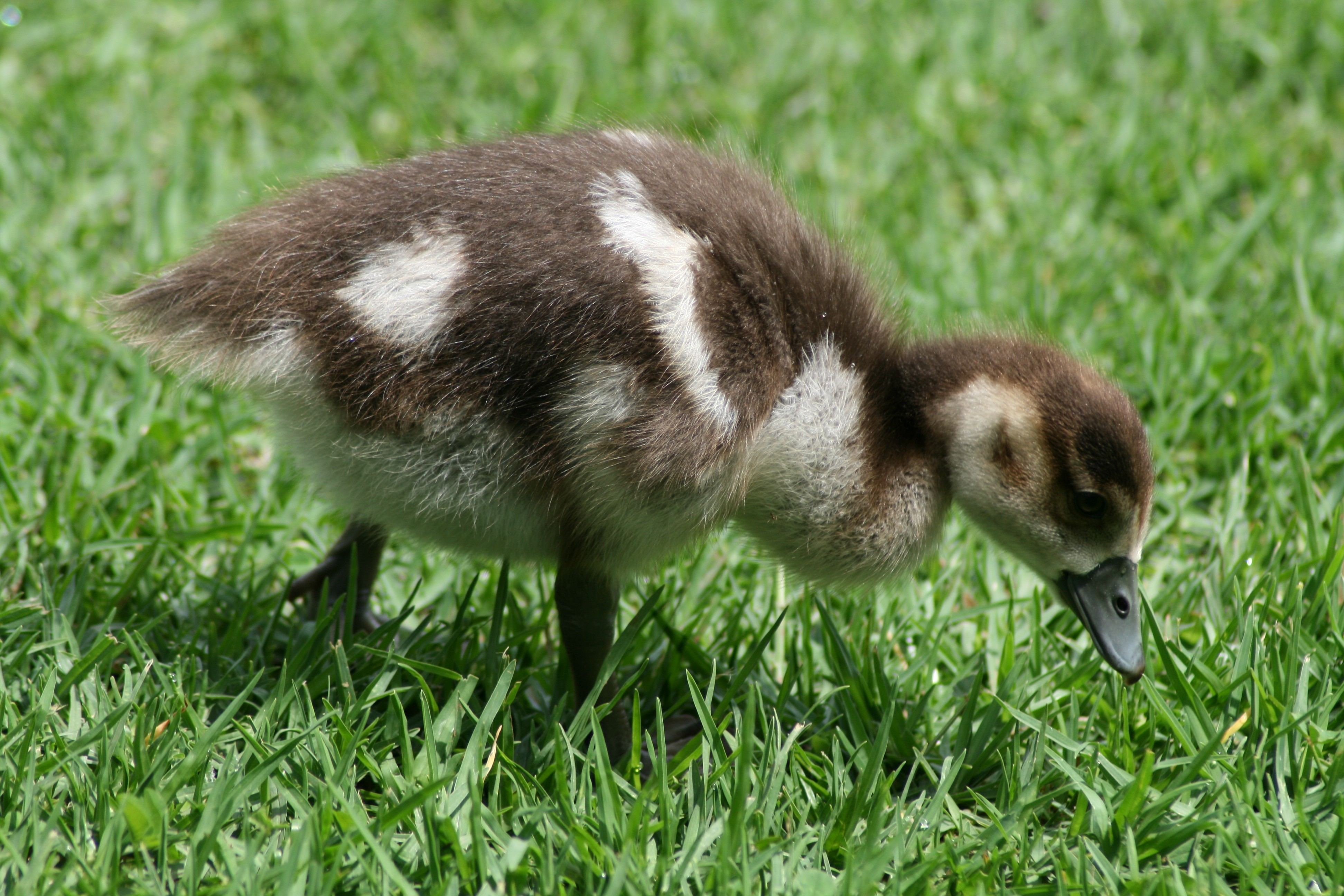
Anatroccolo
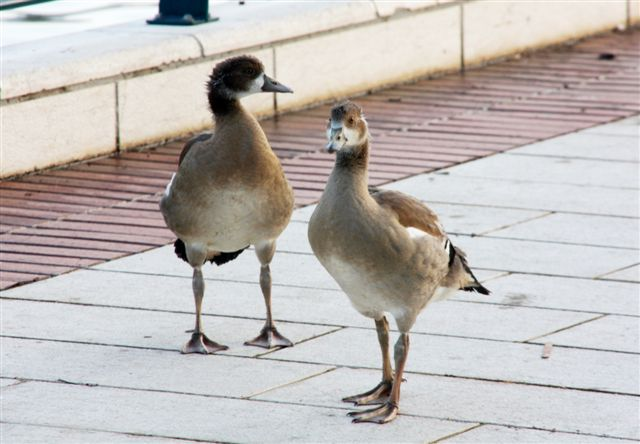
Esemplari immaturi
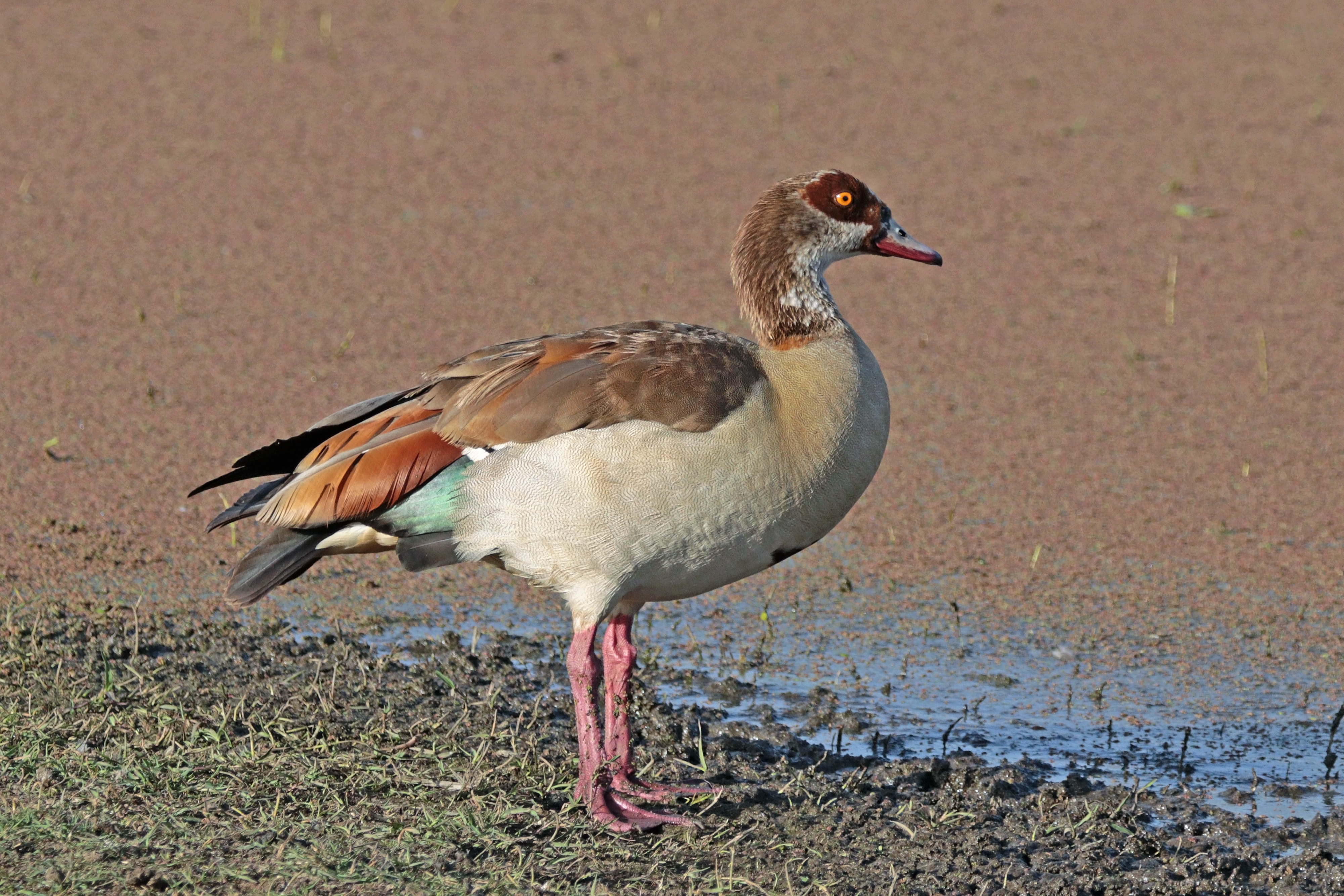
Subadulto
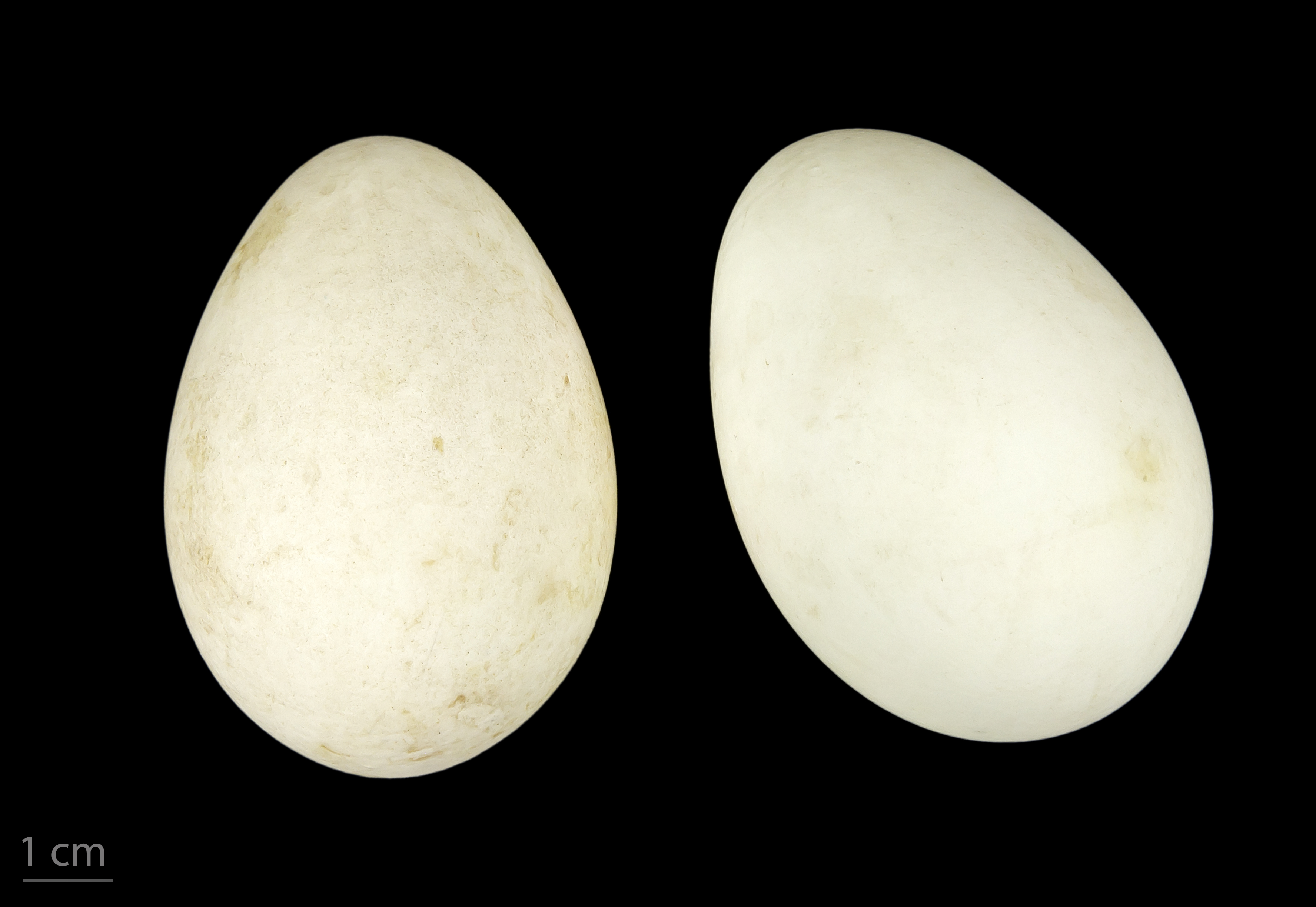
Alopochen aegyptiacus - MHNT
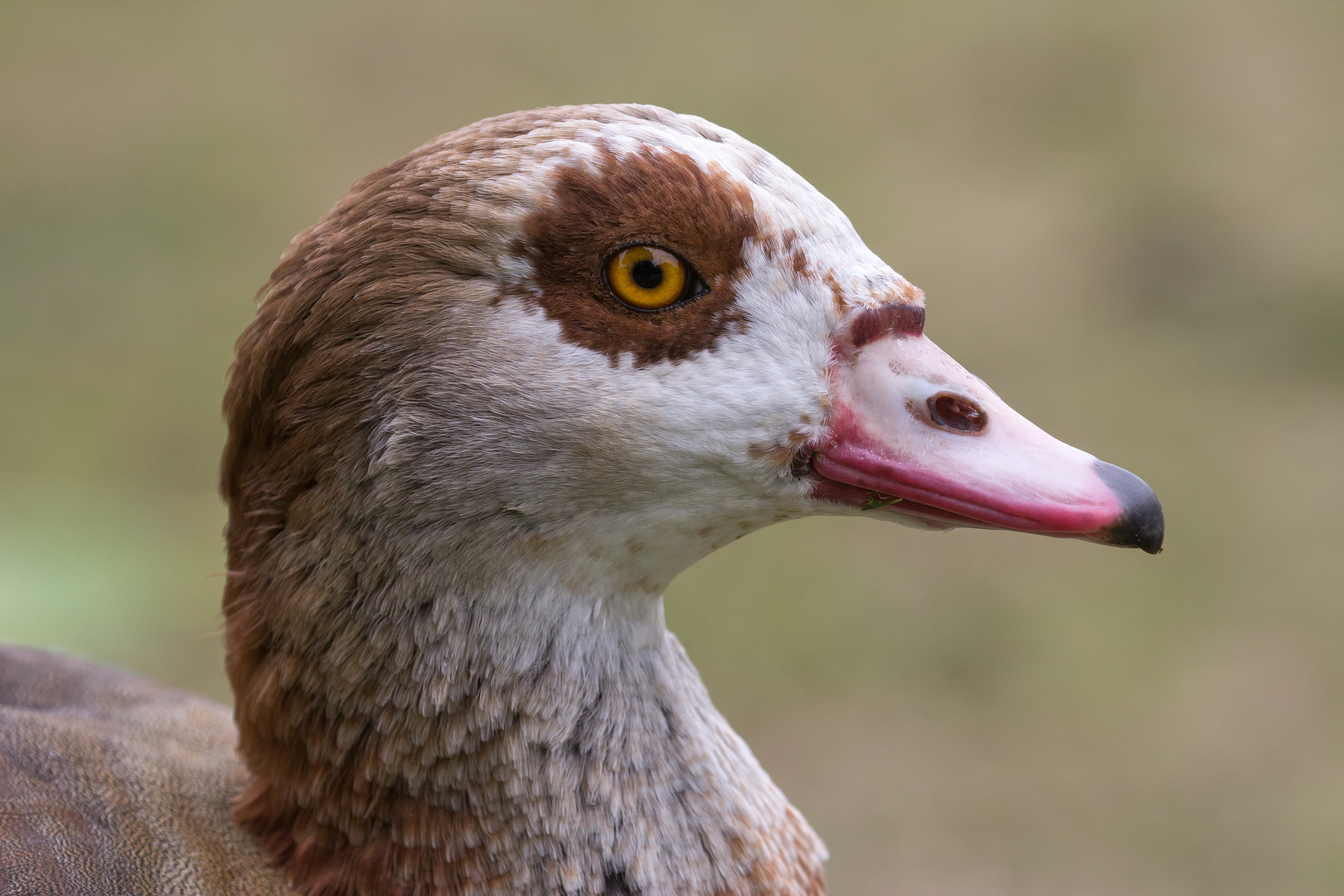
Primo piano delle testa